# عملية بلو ستار
عملية النجم الأزرق (Operation Blue Star) هي عملية عسكرية هندية وقعت في الفترة بين 1 يونيو و 8 يونيو 1984، بأمر من رئيس الوزراء أنديرا غاندي من أجل بسط سيطرة القوات الهندية على مجمع هارمندير صاحب في أمريتسار، البنجاب  وإزالة الزعيم السيخي المتشدد جارنيل سينغ وأتباعه المسلحين الذين احتلو المجمع في أبريل نيسان عام 1983.
وفقًا للجنرال المتقاعد س. سينها، كان يُفكر في العملية لأكثر من 18 شهرًا قبل بدئها، مما سمح للجيش بالتحضير لها قبل فترة طويلة من وجود أي متمردين في المجمع. في يوليو 1982، دعا رئيس حزب السيخ السياسي أكالي دال، بيندرانوال للإقامة في مجمع المعبد الذهبي لتجنب هدم أكال تاخت ساهيب، وصرحت الحكومة إن بيندرانوال حول فيما بعد مجمع المعبد المقدس إلى مستودع أسلحة ومقر.
أفادت وكالات الاستخبارات الهندية عن قيام ثلاثة قادة بارزين في حركة خالستان -شبيغ سينغ- هم ضابط عسكري هندي في المحكمة العسكرية خاض معارك كبرى، وبالبير سينغ، وأمريك سينغ، بست رحلات على الأقل إلى باكستان بين عام 1981 و1983. كانوا قد تدربوا على الأسلحة في أكال تاخت ساهيب من قبل الجنرال شابق سينغ. وزعم مكتب المخابرات أنهم تدربوا في جوردواراس في جامو وكشمير وهيماشال براديش. رد أمريك سينغ على هذه الادعاءات بالقول إن معسكرات تدريب الطلاب باستخدام «الأسلحة التقليدية» كانت موجودة قبل أربعة عقود في هذه المواقع. أفادت تقارير أن وكالة المخابرات السوفيتية أبلغت  وكالة الاستخبارات الهندية بشأن عمل وكالة المخابرات المركزية الأمريكية ووكالة الاستخبارات الباكستانية على خطة للبنجاب. تلقت  وكالة الاستخبارات الهندية عبر استجوابها لضابط بالجيش الباكستاني معلومات تفيد بأن باكستان أرسلت أكثر من ألف كوماندوز من مجموعة الخدمات الخاصة المدربة في الجيش الباكستاني إلى البنجاب الهندية لمساعدة بيندرانوال في قتاله ضد الحكومة، ولكن لم يستطع أحد الانضمام إلى بيندرانول إلا السيخ بسبب المستوى العالي لأمن الحدود الهندية. واتبع العديد من العملاء الباكستانيين التهريب في كشمير ومنطقة كوتش بولاية غوجارات، مع خطط لارتكاب أعمال تخريبية.
في عام 1981 أطلق السوفييت عملية كونتاكت التي استندت إلى وثيقة مزورة تدعي أنها تحتوي على تفاصيل الأسلحة والأموال التي قدمتها المخابرات الباكستانية لمقاتلي السيخ الذين أرادوا إنشاء دولة مستقلة. في نوفمبر 1982، وافق يوري أندروبوف، الأمين العام للحزب الشيوعي وزعيم الاتحاد السوفيتي، على اقتراح بتلفيق وثائق المخابرات الباكستانية التي توضح بالتفصيل خطط  وكالة الاستخبارات الباكستانية لإثارة الاضطرابات الدينية في البنجاب وتعزيز إنشاء خالستان كدولة سيخية مستقلة. استند قرار إنديرا غاندي بنقل القوات إلى البنجاب إلى المعلومات المضللة التي قدمها السوفييت بشأن الدعم السري لوكالة المخابرات المركزية للسيخ.
في 1 يونيو 1984، بعد فشل المفاوضات مع المسلحين، رفضت إنديرا غاندي قرار أناندبور وأمرت الجيش بشن عملية بلو ستار (النجم الأزرق)، وفي نفس الوقت هاجمت عشرات المعابد السيخية عبر البنجاب. في 1 يونيو، بدأت قوات الأمن الهندية عملية بلو ستار عندما أطلقت النار على مبان مختلفة بهدف تقييم تدريب المسلحين، مما أدى إلى مقتل 8 مدنيين. حاصرت مجموعة متنوعة من وحدات الجيش والقوات شبه العسكرية مجمع المعبد الذهبي في 3 يونيو 1984. وكان الموقف الرسمي للجيش هو توجيه تحذيرات لتسهيل إجلاء الحجاج، لكن لم يحدث أي استسلام أو إطلاق سراح بحلول 5 يونيو الساعة 7:00 مساءً. ومع ذلك، في أبريل 2017، أصدر قاضي مقاطعة أمريتسار والقاضي جوربير سينغ حكمًا ينص على عدم وجود دليل على أن الجيش الهندي قدم تحذيرات للحجاج لمغادرة مجمع المعبد قبل بدء هجومهم. انتهى هجوم الجيش على مجمع المعبد في 8 يونيو. وبدأت عملية تطهير أطلق عليها اسم عملية وودروز في جميع أنحاء البنجاب.
وكان الجيش قد استخف بالقوة النارية التي يمتلكها المسلحون، والذين تضمنت أسلحتهم قاذفات صواريخ صينية الصنع بقدرات خارقة للدروع. استُخدمت الدبابات والمدفعية الثقيلة لمهاجمة المسلحين الذين ردوا بنيران مضادة للدبابات والرشاشات من أكال تاخت شديدة التحصين. بعد معركة نارية استمرت 24 ساعة، سيطر الجيش على مجمع المعبد. وكانت الأرقام الرسمية للخسائر في صفوف الجيش 83 قتيلًا و249 جريحًا. ومع ذلك، كشف راجيف غاندي في سبتمبر 1984 عن مقتل 700 جندي. وذكر الكتاب الأبيض الذي أصدرته الحكومة أنه قبض على 1592 مسلحًا، وكان هناك 493 قتيلًا مدنيًا ومسلحًا مجتمعين. وطبقًا للحكومة، فقد نُسبت الخسائر البشرية المرتفعة إلى المسلحين الذين استخدموا الحجاج المحاصرين داخل المعبد كدروع بشرية. ومع ذلك، سمح الجيش الهندي لآلاف الحجاج والمتظاهرين بدخول مجمع المعبد في 3 يونيو 1984 ومنعهم من المغادرة بعد فرض حظر التجول في الساعة 10:00 مساءً في نفس اليوم. وزعم شهود عيان أنه في 6 يونيو، بعد توقف القتال، أعدم الجيش الهندي محتجزين كانت أذرعهم مقيدة خلف ظهورهم، وأطلقوا النار على الرجال والنساء الذين استجابوا لإعلانات الجيش بالإخلاء. 
انتقد العمل العسكري في مجمع المعبد من قبل السيخ في جميع أنحاء العالم، الذين فسروه على أنه اعتداء على ديانة السيخ. ترك العديد من جنود السيخ في الجيش وحداتهم، واستقال العديد من السيخ من المكتب الإداري المدني وأعادوا الجوائز التي حصلوا عليها من الحكومة الهندية. بعد خمسة أشهر من العملية، في 31 أكتوبر 1984، اغتيلت أنديرا غاندي في عمل انتقامي من قبل اثنين من حراسها السيخ، ساتوانت سينغ وبينت سينغ. أدى الغضب العام على وفاة غاندي إلى مقتل أكثر من 3000 من السيخ في دلهي وحدها، في أعمال الشغب التي أعقبت ذلك عام 1984 ضد السيخ. التقديرات غير الرسمية لعدد المذابح السيخ خلال الأسبوع الأول من نوفمبر 1984 تصل إلى 17000 قتلوا في عدة مدن في شمال الهند ووسطها.